# Titani(III) fluoride
Titan(III) fluoride là một hợp chất vô cơ có công thức TiF3. Nó là một chất rắn màu đỏ tím. Nó có cấu trúc giống như perovskit mà mỗi trung tâm Ti có dạng hình học phối trí bát diện và mỗi phối tử fluoride được bắc cầu đôi.

## Hợp chất khác
TiF3 còn tạo một số hợp chất với NH3, có dạng TiF3(NH3)x. Nó có màu xám nhạt.